# Kölntriangle

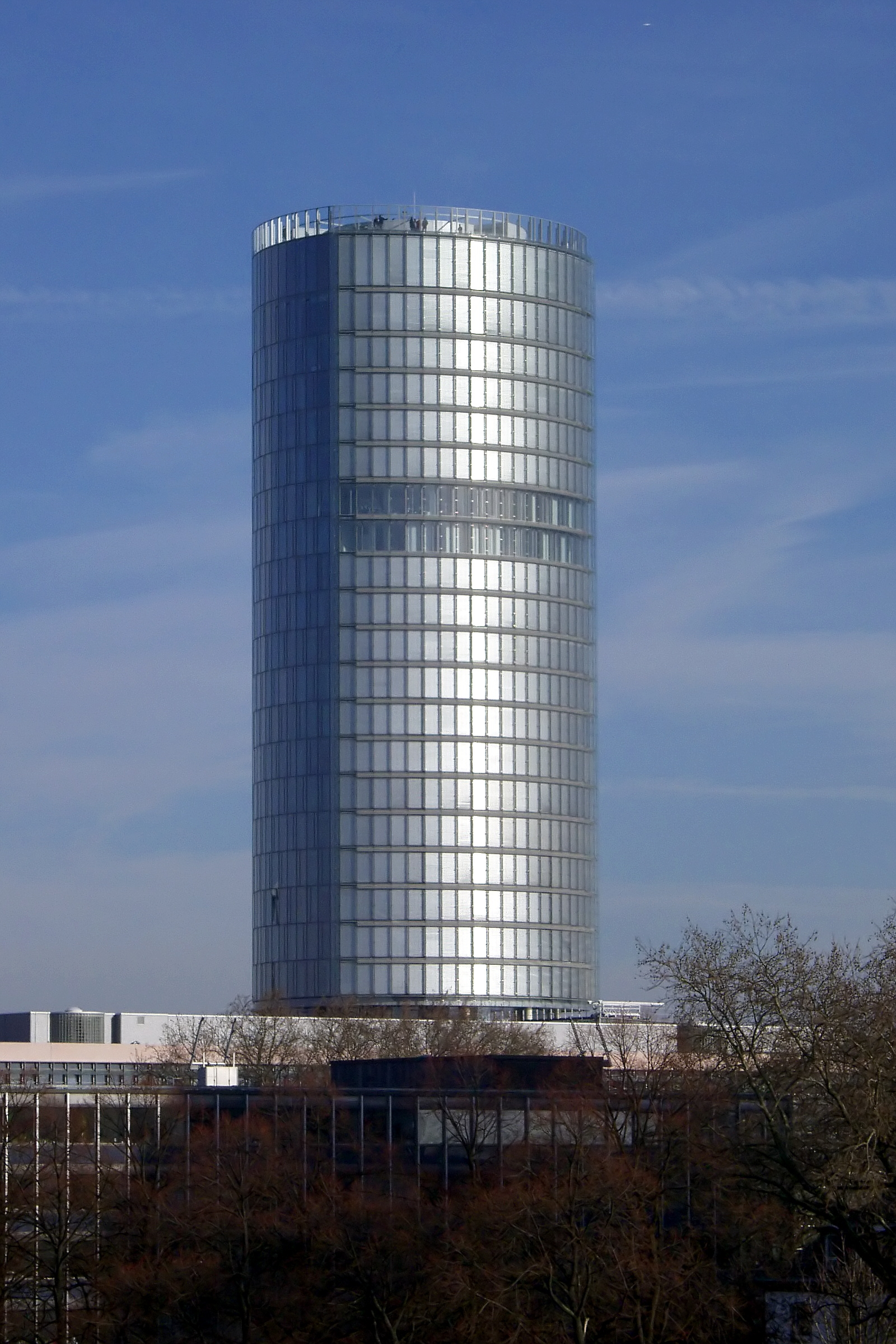
KölnTriangle, em Colônia.

KölnTriangle, antes conhecido como LVR-Turm, é um prédio em Colônia, na Alemanha. Localizado no distrito de Deutz, tem 103,2 metros de altura e é um marco importante na cidade. Foi projetado por Dörte Gatermann, do escritório de arquitetura Gatermann + Schossig, que fica na própria Colônia. O prédio foi concluído em 2006. A fachada sul, uma fachada ventilada (com duas camadas) permite ventilação natural mesmo em pisos altos. Junto do prédio em altura, o complexo do KölnTriangle também tem um prédio de escritórios de seis andares que ocupa uma área de solo maior, chegando a uma área bruta total de 84.300 m2.
O KölnTriangle é a sede da Agência Europeia para a Segurança da Aviação (EASA). O piso superior e o telhado abrigam um deck de observação acessível ao público com vistas panorâmicas de toda a cidade de Colônia, em particular a da Catedral de Colônia, em frente ao rio Reno.